# Perrigny-sur-Armançon
Perrigny-sur-Armançon település Franciaországban, Yonne megyében. Lakosainak száma 125 fő (2022. január 1.). Perrigny-sur-Armançon Nuits, Aisy-sur-Armançon, Asnières-en-Montagne, Rougemont, Cry és Étivey községekkel határos.

## Népesség
A település népességének változása:
| Lakosok száma | 124  | 128  | 131  | 131  | 130  | 130  | 129  | 127  | 125  |
|               | 2013 | 2015 | 2016 | 2017 | 2018 | 2019 | 2020 | 2021 | 2022 |